# Paolo Borroni
Pour les articles homonymes, voir Borroni.
Paolo Borroni  (Voghera, 1749-1819) est un peintre italien actif à la fin XVIIIe siècle et au début du XIXe siècle.

## Biographie
Paolo Borroni commence sa formation à Milan et étudie par la suite à l'Académie de Parme où il est l'élève de Benigno Bossi.
En 1771, Paolo Borroni remporte l'unique prix de l'Académie de Parme, en concurrence avec onze participants dont Francisco de Goya, arrivé second avec son tableau Hannibal vainqueur contemple pour la première fois l'Italie depuis les Alpes,,.
Par la suite, il se rend à Rome et fréquente l'atelier de Pompeo Batoni (1772 - 1776) sous l'influence duquel il oriente son style vers des compositions plus classiques, inspirées par l'Antiquité.
Vers la fin des années 1770, il retourne en Lombardie et réalise des œuvres à caractère sacré, des scènes de genre, ainsi que des portraits dont celui de Victor-Amédée IIIe, roi de Sardaigne, qui le nomme « peintre à la cour ». L'archevêque de Milan Filippo Maria Visconti (archevêque) (it) le nomme Cavaliere dello speron d’oro (« Chevalier de l'éperon d'or »).
Il demeure actif jusqu'au début des années 1800 avec des œuvres de style néoclassique.
Divers tableaux de sa composition sont visibles au musée Museo Poldi Pezzoli à Milan.

## Principales œuvres
- Primavera et Estate
- Autunno et Inverno
- Ragazza In Costume Con Tamburello, huile sur toile de 140 × 89 cm.
- Ritratto Di Fanciulla Con Cappello Di Paglia, huile sur toile de 75 × 62 cm, collection privée, Belluno.
- Autoportrait, huile sur toile de 84 × 68 cm, collection privée, Rome.
- Martyre de saint Pierre, huile sur toile, Basilica di San Pietro Minore, Broni.
- San Perpetuo, réalisé à l'origine pour l'église San Bernardino, Voghera.
- Fresques (1780), salons du château de Rivalta, Voghera.